# Administration apostolique du Caucase
L'administration apostolique du Caucase (en latin : administratio apostolica Caucasi Latinorum) est une église particulière de l'Église latine de l'Église catholique, constituée pour les paroisses de rite latin d'Arménie et de Géorgie. Elle compte 50 000 fidèles.
Elle coexiste avec 
- l’Ordinariat d’Europe orientale, de rite arménien, dont le siège est à Gumri en Arménie, appartenant à l'Église catholique arménienne, et qui compte 420 000 fidèles[2],
- la communauté grecque-catholique géorgienne, de rite byzantin, implantée historiquement à Gori, en Géorgie,
- la communauté assyro-chaldéenne, de rite araméen[3], vivant sur le territoire géorgien.

## Territoire
L'administration apostolique du Caucase couvre l'intégralité de l'Arménie et de la Géorgie, pour les paroisses de rite latin.  

## Histoire
L'administration apostolique du Caucase est érigée le 30 décembre 1993, sous le pontificat de Jean-Paul II, par le décret Quo aptius de la Congrégation pour les évêques. Elle couvre alors l'Arménie, l'Azerbaïdjan et la Géorgie, y compris l'Abkhazie et l'Ossétie du Sud.
Le 11 octobre 2000, la mission sui iuris de Bakou est érigée pour l'Azerbaïdjan.

## Cathédrale
La cathédrale Notre-Dame-de-l'Assomption de Tbilissi, dédiée à l'Assomption de la Sainte-Vierge-Marie, est la cathédrale de l'administration apostolique.

## Administrateur apostolique
- 1993-1996: Jean-Paul Gobel,
- depuis 1996 : Giuseppe Pasotto, CSS[6]

## Nonce apostolique en Arménie et en Géorgie
Cinq nonces apostoliques se sont succédé, :
- Mgr Jean-Paul Gobel (1993-1997) ;
- Mgr Peter Stephan Zurbriggen (1998-2001) ;
- Mgr Claudio Gugerotti (2001-2011) ;
- Mgr Marek Solczyński (2011-2018) ;
- Mgr José Avelino Bettencourt depuis mars 2018.